# Lythrum salicaria
Lythrum salicaria (L., 1753), comunemente nota come salcerella o salicaria, è una pianta appartenente alla famiglia delle Lythraceae, diffusa in Eurasia e Nordafrica.

## Etimologia
Il nome del genere deriva dal greco lythron (sangue) per il colore dei fiori

## Descrizione

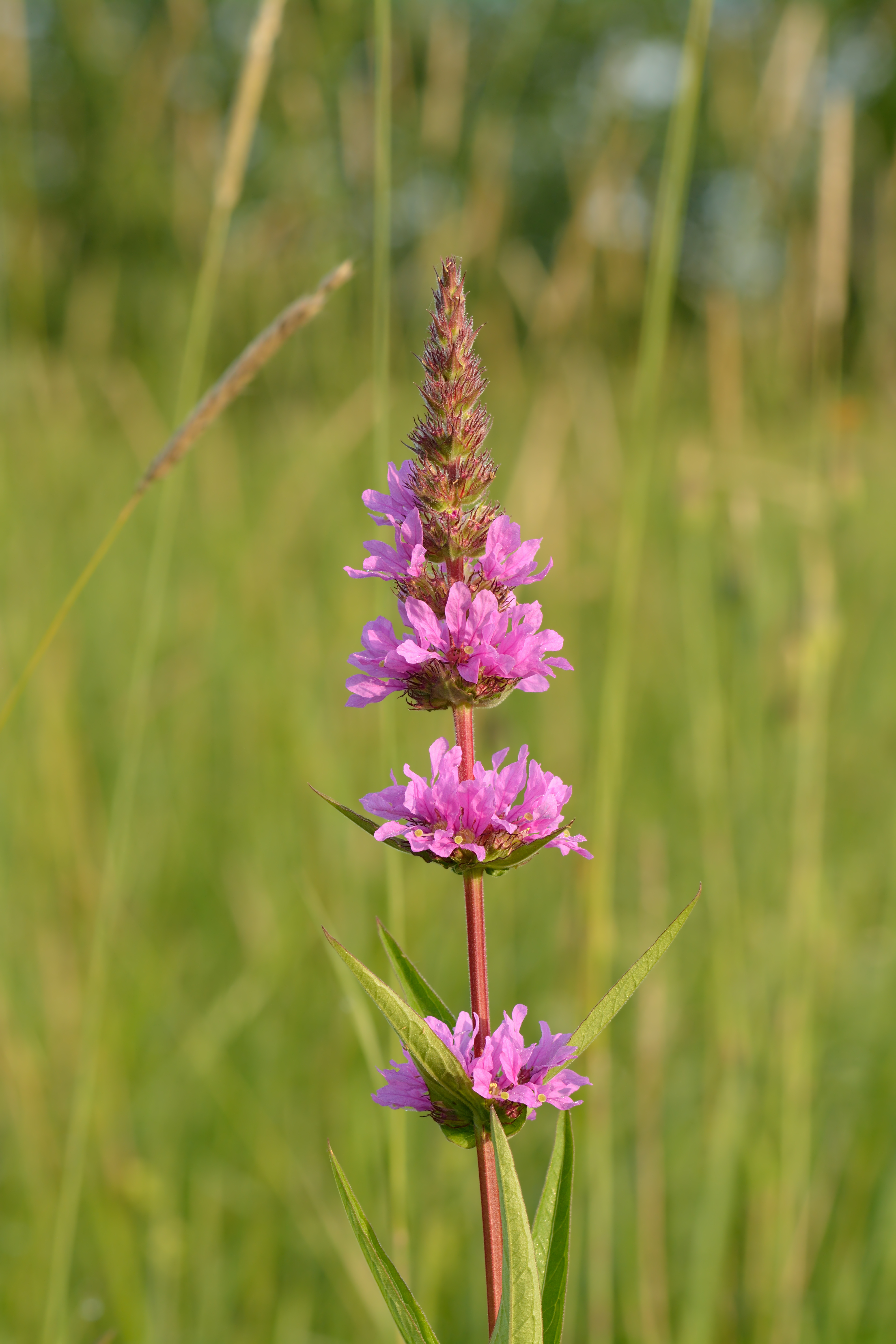

Pianta erbacea perenne, grigio tormentosa, può superare il metro di altezza; il fusto è eretto tetragono; le foglie sono opposte o poste radialmente rispetto all'asse in simmetria e poste ad una stessa altezza. 
L'infiorescenza è una spiga apicale e fiori sono a 6 petali con calice cilindrico rigonfio, grigio-tormentoso o rossastro; con corolla di ampiezza tra i 12 e i 15 millimetri, con petali ellittico lineari, acuti, roseo purpurei. La fioritura va da giugno a settembre.
Il frutto è una capsula oblunga che si apre a maturità per lasciare uscire numerosi piccoli semi bruno-giallastri. 
I semi possono essere dispersi mediante l'acqua (disseminazione idrocora).

## Habitat
La salcerella è piuttosto comune in Italia in luoghi particolarmente umidi fino a 1200 m, lungo corsi d'acqua e suoli calcarei.

## Giardinaggio
La cultivar 'Feuerkerze' è una pianta rustica cespitosa, adatta a giardini acquatici o in riva ai laghi. Necessita di pieno sole e di terreno umido; resiste a temperature molto basse e non richiede particolari cure.

## Usi
Nelle sommità fiorite normalmente impiegate, i componenti principali sono: tannini, pectine, mucillagini, tra gli zuccheri la Salicarina, carotenoidi, fitosteroli e ferro.

Per via interna esplica azione astringente e antidiarroica. Come estratto fluido in forma di collutorio è lenitivo e antinfiammatorio del cavo orale o viene impiegato per lavande vaginali.

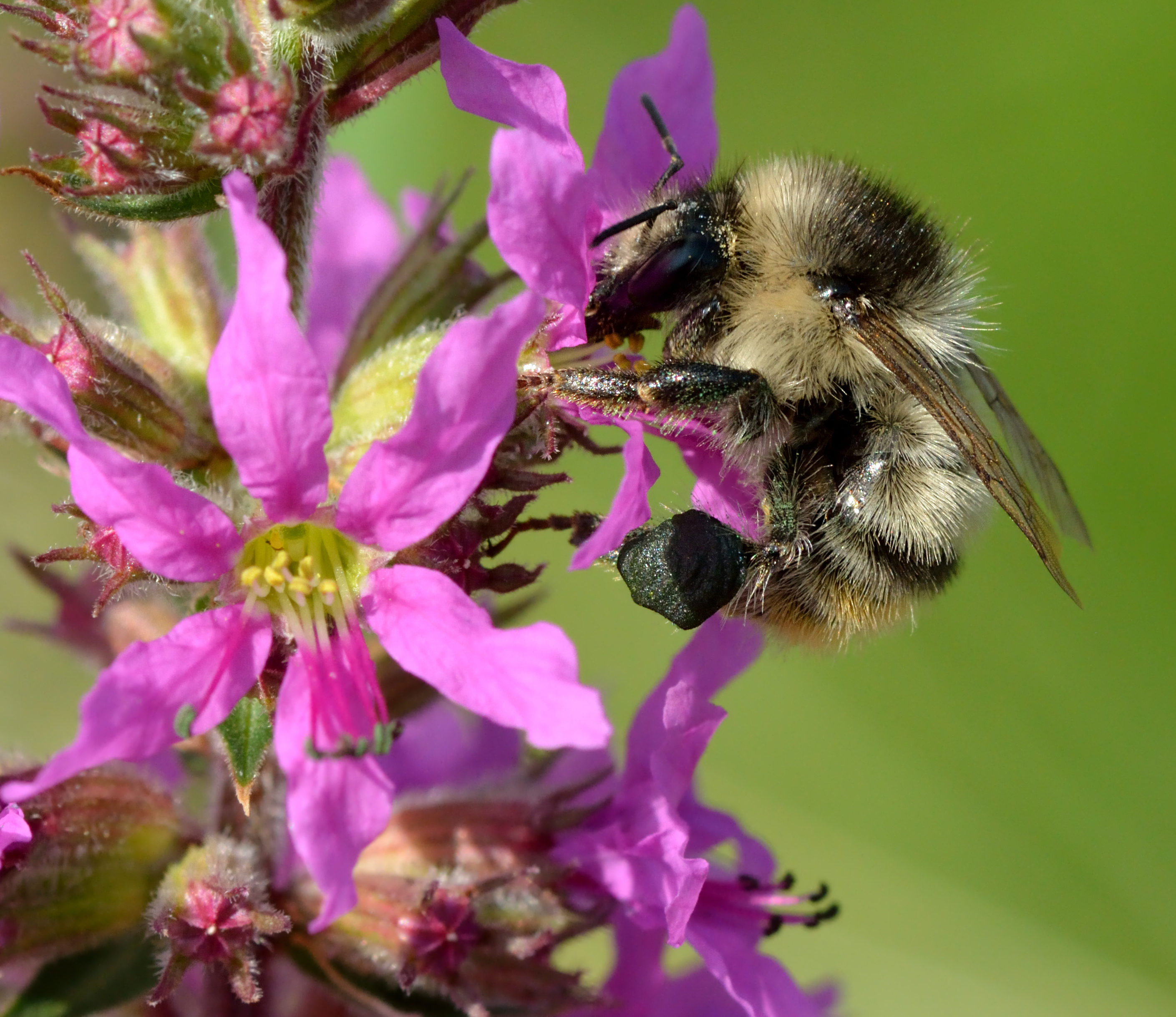

È pianta mellifera molto visitata dalle api, che trovano nella sua fioritura estiva una fonte importante di polline e nettare a fronte di una riduzione delle altre risorse floreali rispetto al periodo primaverile.
Questa pianta è utilizzata anche come sostanza stupefacente e in caso di utilizzo sbagliato può portare a disturbi mentali, fame, nausea, tumori, irritazioni toraciche e infarti.

## Storia
La Salicaria fu impiegata nei secoli per le proprietà astringenti contro la dissenteria e fino al XIX secolo non mancavano descrizioni in tal senso nei libri di medicina. Durante la prima guerra mondiale fu inoltre utilizzata dalle truppe tedesche nella terapia della febbre da tifo.
La salcerella è un'erba medicinale e un'erba officinale.

## Impatto ecologico
È stata inserita nell'elenco delle 100 tra le specie invasive più dannose al mondo.